# Marchi (cognome)
Marchi è un cognome di lingua italiana, tipico dell'Italia settentrionale.

## Varianti
De Marchi, De Marchis, De Marco, Di Marco, Marcacci, Marchet, Marchetta, Marchetti, Marchettini, Marchetto, Marchini, Marco, Marcolini, Marcon, Marcone, Marconi, Marcotti..

## Origine e diffusione
Deriva dal praenomen latino Marcus. Si è diffuso come cognome tramite il culto nel Medioevo di San Marco evangelista. Si trova principalmente nel nord Italia. Le regioni in cui è maggiormente presente sono la Lombardia (1250 casi), l'Emilia-Romagna (1216), Veneto, Trentino e Liguria; quella in cui è meno diffuso la Basilicata, con soli due casi.
Presenta numerose varianti: Marchet (presente principalmente a Feltre); Marchetta (presente a Roma e Piacenza); Marchetti (centro-nord); Marchetto (a Vicenza, Padova e Treviso); Marchini (Lombardia ed Emilia); Marcon (Veneto); Marco (Torino e Gorizia principalmente, ma presente in tutta Italia); Marconcini (Verona, Vicenza, Mantova e Toscana); Marcone (Liguria e Italia centro-meridionale); Marcotti (Piacenza e Parma).

## Storia e araldica
La storia cita una nobile famiglia Marchi, che possedeva due stemmi: uno azzurro a forma di scudo ed un altro rosso e giallo con impresso un leone. Il cognome è anche riportato in un documento del 1630 di Milano riguardo ad un processo criminale.

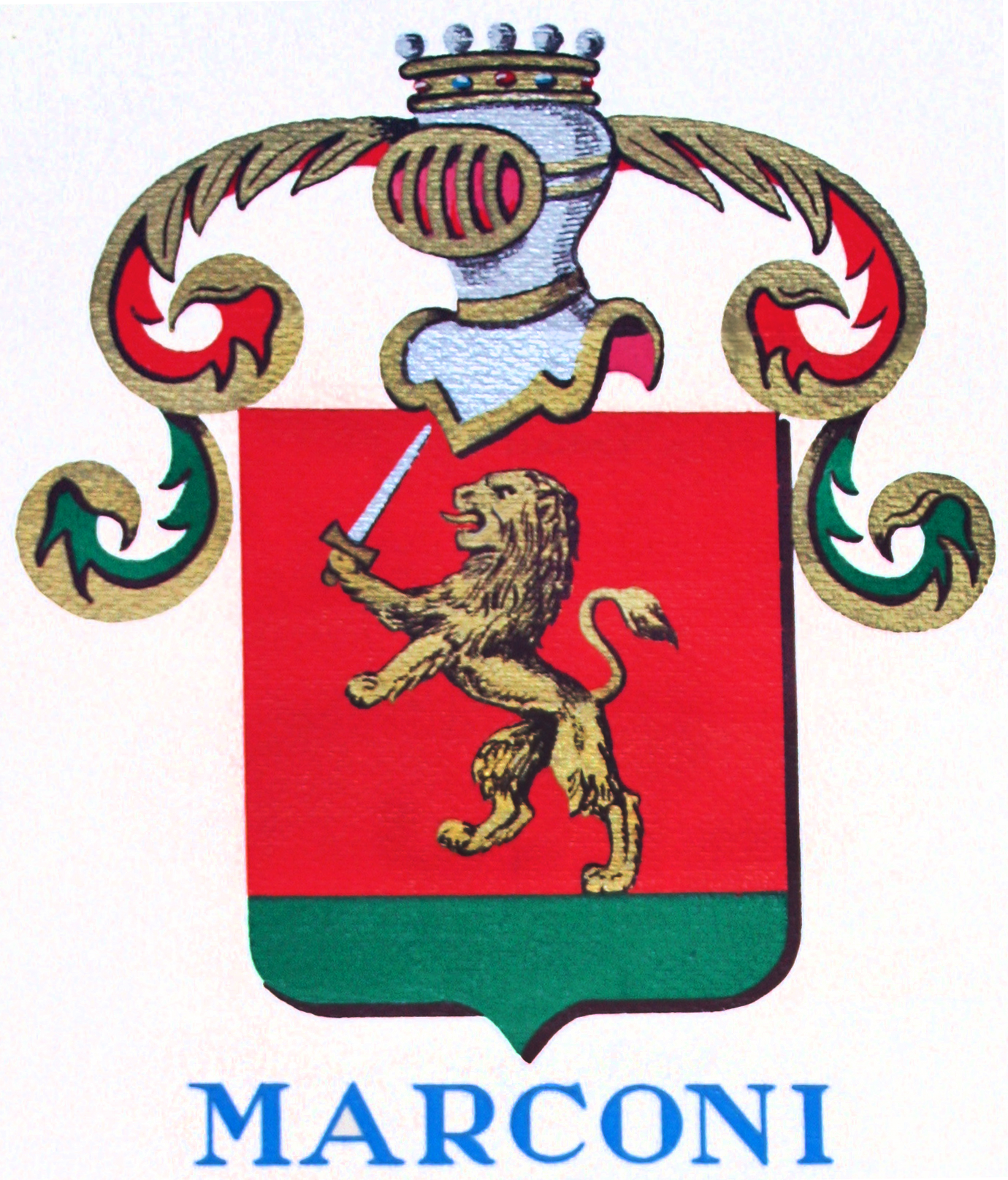
Stemma di una casata Marconi: Di rosso, al leone d'oro, rampante su un terrazzo di verde, impugnante una spada nella destra; elmo di nobile posto di tre quarti, accompagnato da due lambrecchini d'oro, rosso e verde.

Nell'Archivio Storico Araldico Italiano sono presenti una famiglia Marchetti della Toscana decorata con il titolo di patrizio, una del Piemonte decorata con il titolo di conte ed altre sette famiglie italiane decorate con il titolo di nobile. I Marchetti sono citati anche tra le famiglie nobili austriache.
Nell'Archivio Storico Araldico Italiano è altresì presente una famiglia Marconi del Veneto decorata con il titolo di nobile.
Una delle famiglie Marconi più importanti fu proprio quella veneziana, che risiedette vicino alla chiesa di San Pantalone durante il XIV secolo. Ricchi e industriosi, erano originari di Firenze. In realtà non appartennero al ceto patrizio, ma ebbero comunque le prerogative di cittadini. Tra i suoi membri più noti, Stefano Marconi, procuratore del Senato Veneto (1654), Marco, maestro delle poste (1785), Orazio, direttore della Compagnia Corrieri Postali Venezia-Roma (1805), e Adolfo, professore e scrittore di filosofia presso l'Università di Venezia (1880).

## Persone
- Carlo Marchi (1800-...) – insegnante e patriota italiano
- Cesare Marchi (1922-1992) – scrittore, giornalista e personaggio televisivo italiano
- Clelia Marchi (1912-2006) – scrittrice e contadina italiana

### Variante Marconi
- Anna Marconi – ex sciatrice alpina italiana
- Arnaldo Marconi – politico italiano
- Carolina Marconi – attrice e show-girl venezuelana
- Desirè Marconi – calciatrice italiana
- Diego Marconi – filosofo italiano
- Edoardo Marconi – artigiano e orologiaio italiano
- Emo Marconi – scrittore, studioso del teatro ed antifascista italiano
- Enrico Marconi, conosciuto in Polonia come Henryk Marconi – architetto italiano
- Francesco Marconi – tenore italiano
- Franco Marconi – sciatore alpino italiano
- Gaudenzio Marconi – fotografo svizzero
- Giorgio Marconi – gallerista italiano
- Giovanni Battista Marconi – architetto italiano
- Giovanni Battista Marini Bettolo Marconi – chimico, scienziato e accademico italiano
- Gloria Marconi – mezzofondista e maratoneta italiana
- Guglielmo Marconi - fisico, inventore, imprenditore e politico italiano
- Guglielmo Marconi – partigiano italiano garibaldino
- Ivan Marconi – calciatore italiano
- Jole Bovio Marconi – archeologa italiana
- Lana Marconi, nata Ecaterina Ileana Marcovici – attrice romena naturalizzata francese
- Luca Marconi – politico italiano
- Luca Marconi – pilota motociclistico italiano
- Marco de' Marconi – religioso italiano degli Eremiti di San Girolamo
- Maria Marconi – tuffatrice italiana
- Massimo Marconi – fumettista italiano
- Michele Marconi – calciatore italiano
- Nazzareno Marconi – vescovo cattolico e biblista italiano
- Nicola Marconi – tuffatore italiano
- Paolo Marconi – architetto, storico dell'arte e restauratore italiano
- Pasquale Marconi – medico e politico italiano
- Pirro Marconi – archeologo italiano
- Plinio Marconi – architetto e urbanista italiano
- Rocco Marconi – pittore italiano
- Rodolphe Marconi – regista francese
- Sara Marconi – scrittrice italiana
- Saverio Marconi – attore e regista italiano
- Tommaso Marconi – tuffatore italiano

### Variante Marcone
- Beniamino Marcone – attore e doppiatore italiano
- Francesco Marcone – dirigente pubblico italiano
- Giuseppe Marcone – abate italiano dell'ordine benedettino
- Iván Marcone – calciatore argentino
- Rossella Marcone – cantante italiana

### Variante Marchini
- Alfio Marchini (1912) – imprenditore italiano
- Alfio Marchini – imprenditore e politico italiano
- Alvaro Marchini – imprenditore e dirigente sportivo italiano
- Andrea Marchini – militare italiano, medaglia d'oro al valor militare
- Ascanio Marchini – politico italiano
- Dario Marchini – karateka e maestro di karate italiano
- Davide Marchini – calciatore italiano
- Francesco Marchini Camia – politico italiano
- Giannina Marchini, propr. Giovanna Marchini – mezzofondista e velocista italiana
- Giovanni Francesco Marchini – pittore italiano
- Libero Marchini – calciatore italiano
- Ron Marchini – karateka statunitense
- Simona Marchini – attrice italiana
- Vitaliano Marchini – scultore e docente italiano